# Ferozepur Jhirka
Ferozepur Jhirka là một thị xã của quận Gurgaon thuộc bang Haryana, Ấn Độ.

## Nhân khẩu
Theo điều tra dân số năm 2001 của Ấn Độ, Ferozepur Jhirka có dân số 17.751 người. Phái nam chiếm 52% tổng số dân và phái nữ chiếm 48%. Ferozepur Jhirka có tỷ lệ 51% biết đọc biết viết, thấp hơn tỷ lệ trung bình toàn quốc là 59,5%: tỷ lệ cho phái nam là 61%, và tỷ lệ cho phái nữ là 40%. Tại Ferozepur Jhirka, 19% dân số nhỏ hơn 6 tuổi.